# Stéphane Soumier
Stéphane Soumier, né le 30 janvier 1965 à Issy-les-Moulineaux, est un journaliste français de radio et de télévision. Après des débuts comme grand reporter, il se spécialise dans l'actualité de l'économie et des entreprises.
En 2020, il participe au lancement de B SMART .

## Biographie

### Jeunesse
Fils d'un ingénieur électrique et d'une secrétaire, père de quatre enfants, Stéphane Soumier est né le 30 janvier 1965 à Issy-les-Moulineaux. Il est diplômé de l'École supérieure de journalisme de Lille (ESJ - promotion no 61 1985-1987).

### Formation
Il débute à la radio en 1987 comme reporter à Europe 1, emploi qu’il retrouve après son service militaire. Devenu grand reporter, il couvre notamment la première guerre du Golfe en 1991 ainsi que le Kurdistan, la Somalie, la Bosnie et la Tchétchénie.

### Carrière
Il devient rédacteur en chef de la matinale Europe 1 en 1997 puis, à partir de 2001, s’occupe de la tranche 7h – 8h en direct.
Il quitte Europe 1 en 2005 et rejoint BFM Business, du groupe NextRadioTV, en tant que rédacteur en chef et présentateur de l’émission matinale Good Morning business. Cette émission, comme l'ensemble des programmes de la chaîne est diffusée en direct à la radio et à la télévision à travers la TNT, le satellite et les lignes ADSL. En juillet 2016, il est nommé directeur de la rédaction de BFM Business.
Début avril 2019, la presse évoque son départ de BFM Business à la fin de la saison. Il présente sa dernière émission sur cette chaîne le 12 juillet 2019.
Il rejoint l'agence de marketing Losam Agency à la rentrée 2019.
En 2020, Stéphane Soumier annonce la création d'une nouvelle chaîne d'information économique BSmart TV. La chaîne sera consacrée à l'actualité des entreprises de toute taille et financée par CMI France dont le principal actionnaire est le milliardaire tchèque Daniel Kretinsky,. Michel Denisot et Jean-Marc Sylvestre sont parmi les recrues de Stéphane Soumier dont la nouvelle chaîne est disponible sur Free depuis le 16 juin 2020, sur le bouquet Canal+ et Bouygues Telecom depuis le 23 juin 2020 et enfin sur Orange depuis le 9 juillet.

## Distinctions et récompenses
Il a reçu en mars 2009 le prix Dauphine (décerné par l'Université Paris-Dauphine) du journalisme économique et social dans la catégorie « radio ».

## Contributions
Auteur du blog eco-vibes, il a notamment pris position contre les dérives - et surtout contre un usage systématique, non pertinent et donc abusif par certains médias, observateurs et acteurs de la vie économique ou politique - de la vérification des faits,, l'abus de chiffres collectés facilement sur l'internet sans discrimination ni analyse sérieuse (qualifié alors de « data checking ») risquant de se substituer à la collecte d'informations pertinentes puis à leur exploitation intelligente.